# Bodsjön (Överluleå socken, Norrbotten)
Bodsjön är en sjö i Bodens kommun i Norrbotten och ingår i Alåns huvudavrinningsområde. Sjön har en area på 0,281 kvadratkilometer och ligger 85 meter över havet. Sjön avvattnas av vattendraget Bodsjöbäcken.

## Delavrinningsområde
Bodsjön ingår i det delavrinningsområde (730753-176317) som SMHI kallar för Mynnar i Mockträsket. Medelhöjden är 109 meter över havet och ytan är 4,69 kvadratkilometer. Det finns inga avrinningsområden uppströms utan avrinningsområdet är högsta punkten. Bodsjöbäcken som avvattnar avrinningsområdet har biflödesordning 2, vilket innebär att vattnet flödar genom totalt 2 vattendrag innan det når havet efter 29 kilometer. Avrinningsområdet består mestadels av skog (90 procent). Avrinningsområdet har 0,28 kvadratkilometer vattenytor vilket ger det en sjöprocent på 6 procent.